# Fleischwangen
Fleischwangen è un comune tedesco di 666 abitanti situato nel land del Baden-Württemberg.